# Chrysometa unicolor
Chrysometa unicolor là một loài nhện trong họ Tetragnathidae.
Loài này thuộc chi Chrysometa. Chrysometa unicolor được Eugen von Keyserling miêu tả năm 1881.